# Грбови југословенских република
Грбови југословенских социјалистичких република су одређени од стране сваке конститутивне републике. Грб је коришћен на републичким документима и републичким институцијама.
Грбови шест југословенских република су изгледали овако:
| СР Босна и Херцеговина | СР Црна Гора | СР Хрватска |
| СР Македонија          | СР Словенија | СР Србија   |

Неки грбови су укључивали старе историјске грбове као што су грбови СР Србије и СР Хрватске. Грб СР Словеније је садржао највиши врх Словеније Триглав, јер се он сматрао као симбол Словеначког ослободилачког покрета током Народноослободилачког рата. СР Босна и Херцеговина и СР Црна Гора нису имале грбове са историјским детаљима, већ су се на њима налазили димњаци на грбу Босне и планина Ловћен на грбу Црне Горе.
Сви грбови југословенских социјалистичких република су на себи имали црвену звезду и пшеницу или неку другу важну пољопривредну биљку, баш као и грб СФРЈ.
Од бивших југословенских социјалистичких република, једино је Македонија данас задржала стари грб са сунцем над врхом планине Кораб, који је измењен одсуством петокраке звезде, док су остале промениле изглед грба.